# Matalàs de tota llana
Matalàs de tota llana és una obra poètica barroca de Josep Banch on el mateix autor seleccionà els millors versos per fer-ne una antologia. La diversitat de temes és la que dona títol al poemari (cada llana seria un to poètic). Així, inclou poemes mitològics humanistes, himnes religiosos i sonets amorosos i satírics, aquests últims propers a l'estil de Francesc Vicent Garcia i Ferrandis. Els sonets segueixen la mètrica italiana característica del període i estan farcits de jocs de paraules, també propis del barroc, en la línia del conceptisme castellà o els més existencials dobles sentits dels poetes metafísics anglesos. Els seus versos tenen un aire costumista, ja que apareixen retratats diferents classes socials de la Tarragona del segle xvii, la majoria d'ells presentats com arquetips. Inclou diversos poemes locals, on apareixen mencions a llocs i personatges reals, i en ells abunden les al·lusions autobiogràfiques.